# Muharem Bazdulj

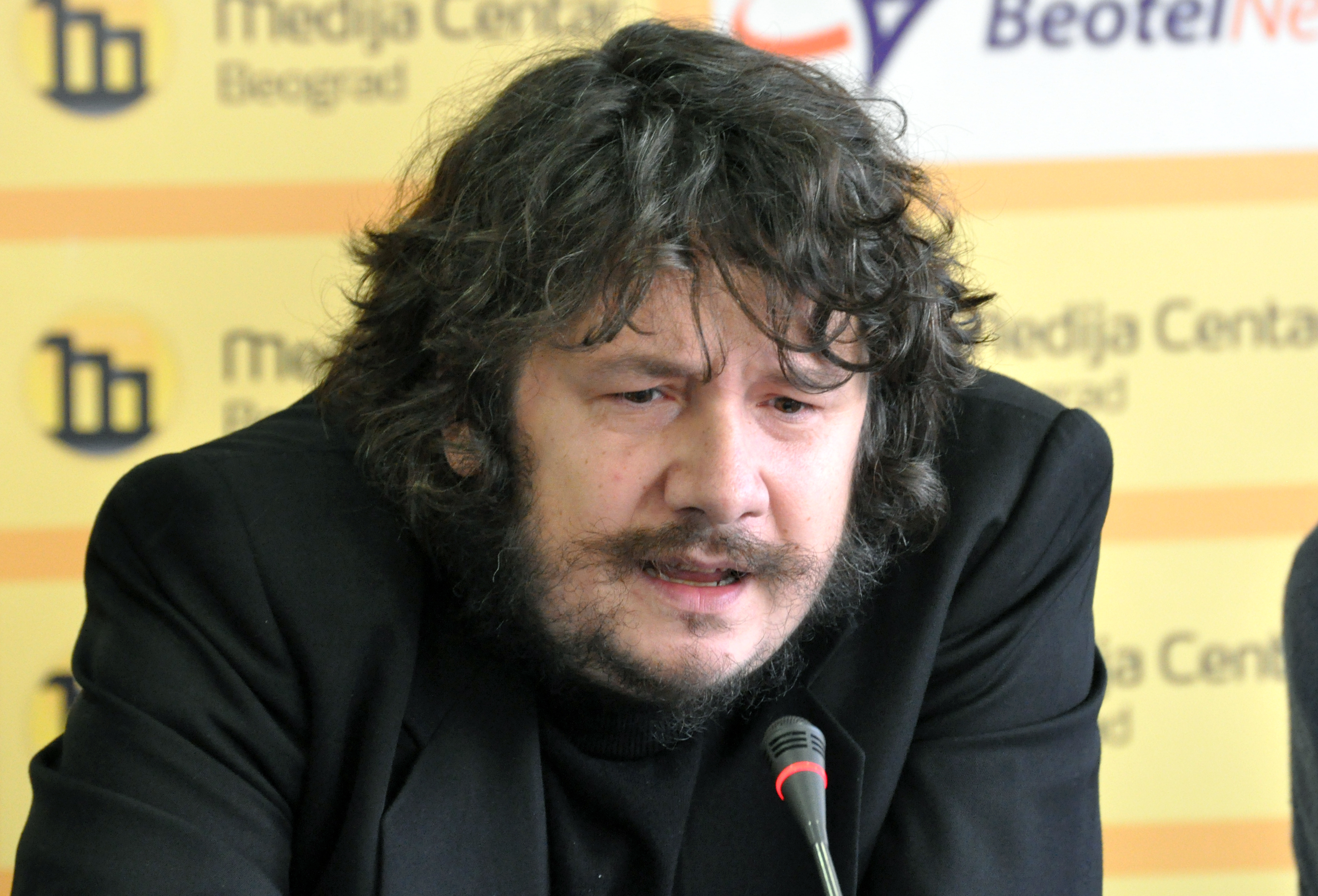

Muharem Bazdulj (ur. 1977 w Travniku) – serbski i bośniacki pisarz.
Ukończył studia na wydziale filozoficznym Uniwersytetu w Sarajewie. Mieszka w rodzinnym mieście. Jego teksty publikują czasopisma na terenie całej byłej Jugosławii. Jest autorem zbiorów opowiadań One Like a Song (1999), Druga knjiga oraz Travnicko trojstvo (2002), a także wydanej również w Polsce krótkiej powieści Koncert. Jej akcja rozgrywa się głównie 23 września 1997, a centralny punkt jej fabuły stanowi koncert U2 w Sarajewie. Książka nie jest jednak jedynie  dokumentalną relacją z tego wydarzenia, wśród jej bohaterów znajdują się postaci fikcyjne, głównie zafascynowani irlandzkim zespołem dwudziestolatkowie.